# Grace Clinton
Grace Clinton (* 31. März 2003 in Liverpool) ist eine englische Fußballspielerin. Sie spielt seit 2024 sowohl für Manchester United als auch für die A-Nationalmannschaft.

## Karriere

### Vereine
Clinton spielte zunächst für den in ihrem Geburtsort ansässigen Old Xaverians FC, anschließend (ab 2016) in der Jugendmannschaft des FC Everton; zuletzt in der U21-Mannschaft in der Saison 2019/20.
Ihr Debüt im Seniorinnenbereich gab sie am 3. Oktober 2020 (3. Spieltag) beim 6:0-Sieg im Auswärtsspiel gegen den Liganeuling Aston Villa mit Einwechslung für Izzy Christiansen in der 74. Minute. Bis zum 4. April 2021 (19. Spieltag) bestritt sie fünf weitere Punktspiele in der FA Women’s Super League, der höchsten Spielklasse im englischen Frauenfußball. In jenem Monat unterzeichnete sie auch ihren ersten Profivertrag. In der Folgesaison bestritt sie im Zeitraum 25. September 2021 – 8. Mai 2022 acht weitere Punktspiele.
Am 15. Juli 2022 unterzeichnete sie einen Drei-Jahres-Vertrag mit dem Ligakonkurrenten Manchester United, wurde jedoch auf Leihbasis an den Zweitligisten Bristol City abgegeben, für den sie in der Women’s Super League 2 mit sechs Toren in elf Punktspielen ihre ersten Tore im Seniorinnenbereich erzielte. Ihr erstes gelang ihr bei ihrem Debüt am 15. Januar 2023 (12. Spieltag) beim 3:2-Sieg im Heimspiel gegen Coventry United mit dem Treffer zum 2:2 in der 90. + 3. Minute.
Vier weitere Tore erzielte sie in 20 Punktspielen der Folgesaison; allerdings für Tottenham Hotspur, für die sie erneut auf Leihbasis im Zeitraum 1. Oktober 2023 – 18. Mai 2024 spielte und am 5. November 2023 (5. Spieltag) beim 1:1 im Heimspiel gegen ihren ehemaligen Verein FC Everton die 1:0-Führung in der 43. Minute erzielte. Zu Manchester United zurückgekehrt, kam sie das erste Mal für diesen Verein im Punktspielbetrieb der Saison 2024/25 zum Einsatz; in 20 von 22 Saisonspielen konnte sie sich achtmal über ihren Torerfolg freuen; zweimal auch gegen ihren ehemaligen Verein FC Everton.

### Nationalmannschaften
Clinton kam als Nationalspielerin für den FA in den Altersklassen U17 bis U23 zu Länderspielen.
Für die U19-Nationalmannschaft bestritt sie elf Länderspiele, davon sechs in der EM-Qualifikation, vier bei der altersbezogenen Europameisterschaft 2022 in Tschechien und zwei in Freundschaft ausgetragene.
Sie wurde in allen drei Spielen der Gruppe B eingesetzt und erzielte im ersten, am 27. Juni im Městský stadion Karviná beim 4:1-Sieg über die U19-Nationalmannschaft Norwegens mit dem Treffer zum Endstand in der 90. Minute ihr erstes Turniertor; zugleich ihr neuntes Länderspieltor. Als Gruppenvierter schied sie mit ihrer Mannschaft aus dem Turnier aus. Ihre ersten Länderspieltore erzielte sie im zweiten Spiel der EM-Qualifikationsgruppe 5 der ersten Qualifikationsrunde am 23. Oktober 2021 in Limerick beim 8:1-Sieg über die U19-Nationalmannschaft Nordirlands mit den Treffern zum 1:0, 4:1 und 8:1 in der sechsten, 67. und zweiten Minute der Nachspielzeit der regulären 90 Minuten. Im ersten Spiel am 20. Oktober 2021, beim 1:0-Sieg über die U19-Nationalmannschaft Irlands am selben Spielort, gab sie ihr Debüt in dieser Altersklasse. Im dritten Spiel am 26. Oktober 2021, beim 1:0-Sieg über die Schweizer U19-Nationalmannschaft, sorgte sie mit ihrem Tor in der 78. Minute für den Sieg ihrer Mannschaft.
In den beiden Freundschaftsspielen am 24. November 2021 in Vila Real de Santo António beim 4:3-Sieg im Freundschaftsspiel gegen die U19-Nationalmannschaft Norwegens und am 17. Februar 2022 in Cádiz beim 4:0-Sieg über die U19-Nationalmannschaft Finnlands gelangen ihr im ersten drei Tore, im zweiten ein Tor.
Für die U23-Nationalmannschaft wurde sie im Zeitraum 2. September 2022 – 25. September 2023 in sieben Freundschaftsspielen berücksichtigt (5 S, 2 U – 15:5 Tore; vs. Belgien, Norwegen (je 2×), Italien, Niederlande, Portugal).
Ihr A-Länderspieldebüt in der freundschaftlichen Begegnung mit der Nationalmannschaft Österreichs am 23. Februar 2024 beim 7:2-Sieg in Algeciras krönte sie sogleich mit ihrem ersten A-Länderspieltor, dem Treffer zum 2:0 in der 19. Minute per Kopf. Bis zum 29. Juni 2025 kam sie in vier weiteren Freundschaftsspielen zum Einsatz, in denen ihr zwei weitere Tore gelangen.
Im ersten Spiel der EM-Qualifikationsgruppe A3 beim 1:1-Unentschieden gegen die Nationalmannschaft Schwedens am 5. April 2024 in London fand sie Berücksichtigung, wie auch in (den ersten) fünf Spielen der Gruppe A3 im Wettbewerb der Nations-League. Dem Kader für die Europameisterschaft 2025 zugehörig, wurde sie in den ersten beiden Spielen der Gruppe D und im Viertelfinale eingesetzt.

## Erfolge
Manchester United
- FA-Cup-Finalist 2025

Tottenham Hotspur
- FA-Cup-Finalist 2024

Bristol City
- Meister Women’s Super League 2 2023